# テオドール・シュピーカー
テオドール・シュピーカー（独: Theodor Spieker、1823年8月8日 – 1913年4月9日
）はドイツの数学者、ポツダムのギムナジウムの教師。Spiekerはスピーカー、スピーケルとも。
少年期は、ベルリン、ボン、グライフスヴァルトで学んだ。在学中の1845年に、Burschenschaft Alemannia Bonn (de)に入会した。学業をおさめた後、シュヴェリーン、バンベルクのKarlsgymnasiumで教職を務め、1854年からはポツダムの実科学校で教えた。1891年、引退した。
シュピーカーの1862年の幾何学の教科書「Lehrbuch der ebenen Geometrie mit Übungs-Aufgaben für höhere Lehranstalten」は多くの編集の下で再販された。12歳のアルベルト・アインシュタインはチューターからコピー本を渡され、高度数学に興味を持ったと言われている。
シュピーカー円及びシュピーカー中心は彼の名を冠する。

## 著作
- Lehrbuch der ebenen Geometrie mit Übungs-Aufgaben für höhere Lehranstalten, Potsdam: Verlag von August Stein, 1862
- Lehrbuch der ebenen Geometrie : mit Übungs-Aufgaben für höhere Lehranstalten, Potsdam, 1898 (Digitalisat)